# Atlantische monniksvis
De Atlantische monniksvis (Chromis limbata) is een  straalvinnige vissensoort uit de familie van rifbaarzen en koraaljuffertjes (Pomacentridae). De wetenschappelijke naam van de soort is voor het eerst geldig gepubliceerd in 1833 door Valenciennes.